# Cun cút nhỏ

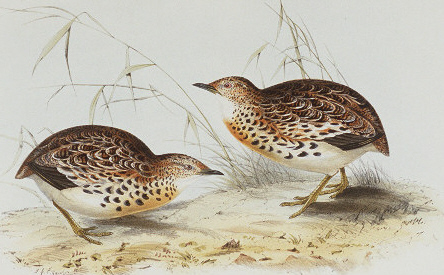
Tranh vẽ bởi John Gould

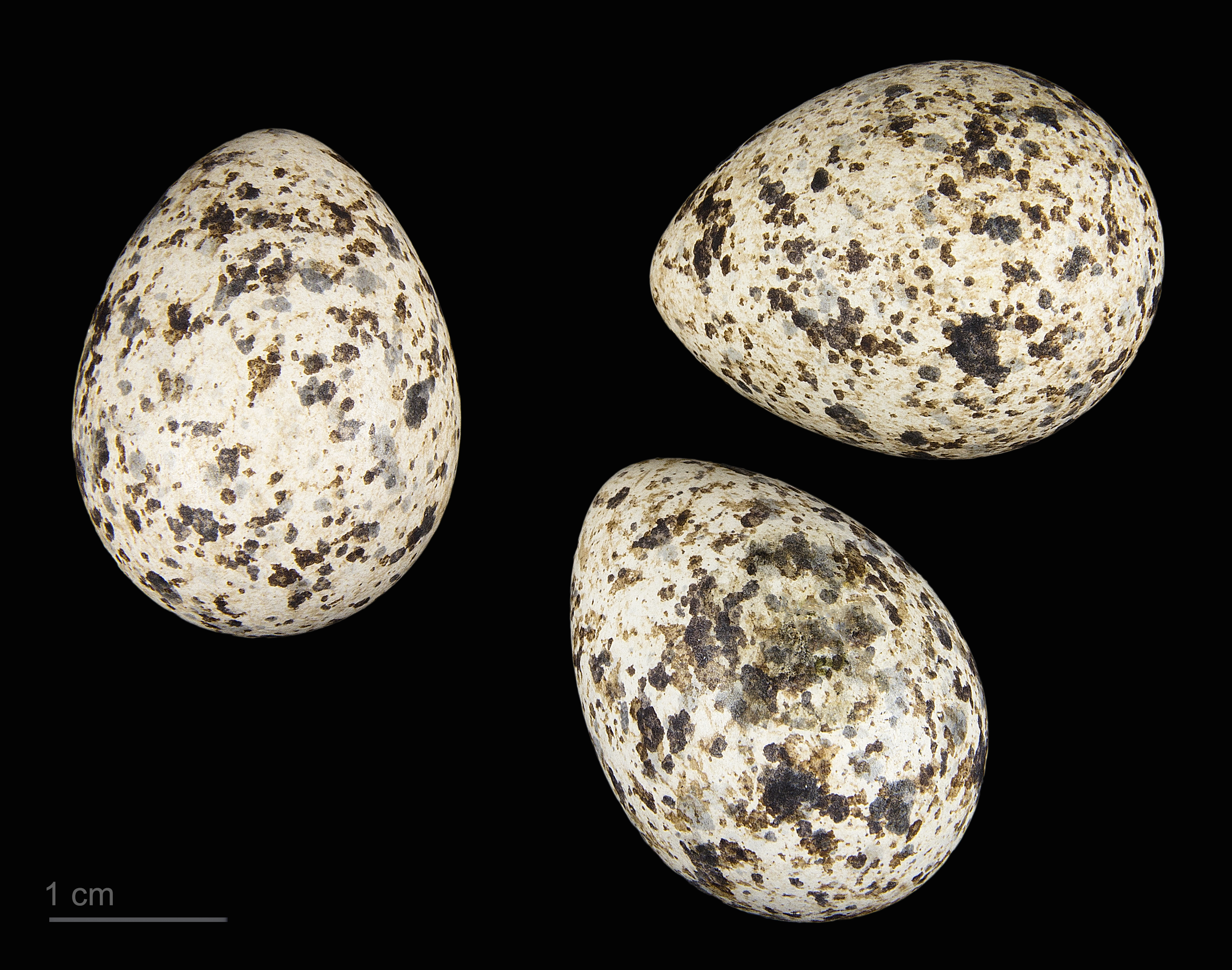
Turnix sylvaticus

Turnix sylvaticus là một loài chim trong họ Turnicidae.
Loài chim này là loài định cư từ miền nam Tây Ban Nha và châu Phi qua Ấn Độ và châu Á nhiệt đới.
Loài chim này chạy nhiều hơn bay, sinh sống ở các đồng cỏ ấm hoặc rừng cây bụi và ăn côn trùng và hạt.